# Juan José Cañas
Pour les articles homonymes, voir Cañas.
 (janvier 2017).
Si vous disposez d'ouvrages ou d'articles de référence ou si vous connaissez des sites web de qualité traitant du thème abordé ici, merci de compléter l'article en donnant les références utiles à sa vérifiabilité et en les liant à la section « Notes et références ».
Juan José Cañas (né à San Miguel (Salvador) le 19 janvier 1826 et mort le 10 janvier 1918 à San Salvador) est un écrivain salvadorien.

## Biographie
Né dans une famille de pauvre dans la ville de San Miguel, Juan José Cañas réussit à étudier pendant un certain temps à l'université de León, au Nicaragua. En 1843, il retourne au Salvador où il étude la philosophie. Il obtient un baccalauréat au Guatemala, toujours dans cette branche. Dans ce pays, il étudié également la médecine. À la fin de 1847, il teste avec d'autres patients un essai d'éther sulfurique comme anesthésique à l'hôpital de San Juan de Dios au Guatemala, c'est la première expérience de ce genre dans la région d'Amérique centrale.
En 1848, il s'embarque pour les États-Unis en vue de participer à la ruée vers l'or en Californie, mais revint en 1852 sans avoir eu de succès dans cette aventure. En raison d'un poème dédié à un président costaricain en exil, il obtint le grade de colonel, mais il devint un vrai soldat avec le grade de major général. de l'armée salvadorienne lors de la guerre nationale du Nicaragua. Dans ce conflit, le 24 août 1856, il commandait le « brigantin » nicaraguayen (« l'Amérique centrale ») qui, avec d'autres navires, quitte l'Union (la ville d'El Salvador) au port de San José au Guatemala, pour l'embarquement des troupes.
Conjointement avec David J. Guzmán, Cañas est nommé conservateur d'El Salvador à l'Exposition internationale de Santiago du Chili en 1875 et, trois mois plus tard, il reçoit le titre d'envoyé extraordinaire et ministre plénipotentiaire de ce pays. En Amérique du Sud, il réussit à faire partie de diverses associations scientifiques et littéraires telles que l'Académie des Beaux-Arts de Santiago du Chili ou l'Académie colombienne de la langue. Il rentre au Salvador en 1877.
Il se rend au Nicaragua pour s'engager dans l'armée qui lutte contre le flibustier William Walker.
Poète, militaire et diplomate. Son œuvre littéraire, qu'il débuta alors qu'il avait dix-sept ans, comprend vers, proses littéraires, critiques, récits et articles divers. Il fut le précurseur du romantisme dans la poésie salvadorienne. Sa renommée de poète a dépassé les frontières nationales.
Parmi les postes administratifs qu'il occupa, il y avait celui de gouverneur politique départemental et celui de sous-secrétaire des relations extérieures. Durant sa carrière diplomatique, il représenta le Salvador à Santiago du Chili en tant que ministre plénipotentiaire, et il permit la signature d'un traité qui intensifia les relations entre les deux pays. 
De nombreux prix littéraires lui furent attribués de son vivant. En 1882, l'Académie colombienne de Bogotá le nomma membre honorifique étranger. Il fut président de l'Académie salvadorienne de la langue (correspondant à l'Académie royale espagnole). De nombreuses organisations artistiques l'ont accueilli en leur sein.
Rubén Darío le désigna comme « Le Patriarche de la poésie de l'Amérique centrale » et José Martí comme « Vétéran de la lyre et de l'épée ».
Ses nombreuses poésies figurent dans la Galería Poética Centroamericana, dans la Guirnalda Salvadoreña et dans les journaux de son temps.
Il est membre de la franc-maçonnerie et fait partie de la première loge du Salvador entrer en activité le 30 septembre 1871, la loge « Le Progès n°5 » située à San Salvador.
Il meurt le 10 janvier 1918.